# Жубит, Кришьян Юрьевич
Кришьян Юрьевич Жубит — советский хозяйственный и военный деятель, Краснознамёнец (1919).

## Биография
Родился в 1895 году в Екабпилсе. Член КПСС с 1919 года.
С 1913 года — на хозяйственной, общественной и политической работе. В 1913—1985 гг. — учитель, участник революционного движения, активный участник Октябрьской Революции, латышский стрелок, участник Гражданской войны, работник образования в СССР, заведующий кафедрой марксизма-ленинизма Елгавского учительского института, участник Великой Отечественной войны, командир Елгавского рабочего гвардейского батальона, рботник образования в Латвийской ССР, активный участник ветеранского партийного движения.
Умер в Риге в 1989 году.